# Annibale Bugnini
Annibale Bugnini CM (14 de junho de 1912 – 3 de julho de 1982) foi um prelado católico. Ordenado em 1936 e nomeado arcebispo em 1972, foi secretário da comissão que trabalhou na reforma do Rito Romano que se seguiu ao Concílio Vaticano II. Continua a ser uma figura controversa: tanto os críticos como os proponentes das mudanças feitas na Missa, na Liturgia das horas e em outras práticas litúrgicas antes e depois do Vaticano II, consideram-no uma força dominante nessas mudanças. Ele ocupou vários outros cargos na Cúria Romana e encerrou a sua carreira como núncio papal no Irão, onde atuou como intermediário durante a crise de reféns no Irão de 1979 a 1981.

## Juventude e ordenação
Annibale Bugnini nasceu em Civitella del Lago na Úmbria, Itália.
Concluiu o seu doutorado em teologia sagrada na Pontifícia Universidade São Tomás de Aquino (Angelicum) em 1938 com uma dissertação intitulada De liturgia eiusque momento in Concilio Tridentino.
Passou dez anos no trabalho paroquial num subúrbio de Roma. Em 1947, Bugnini envolveu-se na produção das publicações missionárias da sua ordem e tornou-se editor da Ephemerides Liturgicæ, uma revista académica fundada em 1887 e dedicada ao estudo da liturgia católica. A partir de 1949, lecionou estudos litúrgicos no Pontifício Colégio Urbano (hoje Pontifícia Universidade Urbana). Mais tarde, tornou-se professor da Pontifícia Universidade Lateranense.

## Carreira curial
Em 28 de maio de 1948, o Papa Pio XII nomeou Bugnini secretário da Comissão para a Reforma Litúrgica, que criou um rito revisto para a Vigília Pascal em 1951 e cerimónias revistas para o resto da Semana Santa em 1955. A comissão também fez alterações em 1955 nas rubricas da missa e do ofício, suprimindo muitas das oitavas da Igreja e uma série de vigílias, e abolindo as primeiras vésperas da maioria das festas. Em 1960, a comissão modificou o Código de Rubricas, o que levou a novas edições do Breviário Romano em 1961 e do Missal Romano em 1962.
Em 25 de janeiro de 1959, o Papa João XXIII anunciou o seu plano de convocar o Concílio Vaticano II. Em 6 de junho de 1960, Pe. Bugnini foi nomeado secretário da Pontifícia Comissão Preparatória para a Liturgia. Este órgão produziu os primeiros rascunhos do documento que, depois de muitas alterações, se tornaria a Constituição do Concílio sobre a Sagrada Liturgia (1963). Quando o concílio se reuniu em outubro de 1962, a Comissão Preparatória foi sucedida pela Comissão Conciliar sobre a Sagrada Liturgia, na qual Bugnini recebeu o papel de perito (especialista). Ao mesmo tempo, Bugnini foi afastado da cátedra de Liturgia da Pontifícia Universidade Lateranense porque, nas palavras de Piero Marini, “as suas ideias litúrgicas eram vistas como muito progressistas.” Nas suas memórias publicadas postumamente, o consultor do Concílio Vaticano II, Louis Bouyer, chamou Bugnini de "um homem tão desprovido de cultura quanto de honestidade básica."
O concílio e o Papa Paulo VI aprovaram a Constituição sobre a Liturgia em 4 de dezembro de 1963. Em 30 de janeiro de 1964, o Papa nomeou Bugnini secretário do Conselho para a Implementação da Constituição sobre a Liturgia. Bugnini foi nomeado secretário da Congregação para o Culto Divino pelo Papa Paulo em maio de 1969. Em janeiro de 1965, tornou-se subsecretário da Congregação dos Ritos, responsável pelas causas de beatificação e canonização.

## Serviço diplomático
Em 4 de janeiro de 1976, o Papa Paulo nomeou Bugnini pró-núncio no Irão. Bugnini estudou o país, sua história e tradições. Os resultados das suas pesquisas apareceram em 1981 como La Chiesa in Iran (A Igreja no Irão).
Em 1979, Bugnini tentou, sem sucesso, obter, em nome do Papa, a libertação dos reféns norte-americanos detidos na embaixada dos Estados Unidos por seguidores do aiatola Ruhollah Khomeini. Ele se encontrou com Khomeini para entregar o apelo do Papa João Paulo II pela libertação dos reféns.

## Morte
Bugnini morreu de causas naturais na Clínica Papa Pio XI em Roma, em 3 de julho de 1982, aos 70 anos.
O seu relato detalhado da obra à qual dedicou a maior parte da sua carreira, A Reforma da Liturgia 1948-1975, apareceu postumamente. Uma tradução para o inglês foi publicada em 1990.

## Alegação de pertencer à Maçonaria
A alegação frequentemente repetida de Bugnini ser um maçom foi publicada pela primeira vez pelo ensaísta italiano Tito Casini no seu livro Nel Fumo di Satana. Verso l'ultimo scontro (Florença: Il carro di San Giovanni, 1976). Casini afirmou que, segundo uma fonte anónima, Bugnini deixou uma pasta numa sala de conferências. Quando alguém a encontrou e tentou identificar o proprietário, havia documentos incriminatórios dentro da pasta. O escritor inglês Michael Davies afirmou que o envio de Bugnini ao Irão pelo Papa Paulo VI como núncio foi devido a esta suposta revelação da filiação maçónica de Bugnini, embora a tarefa da sua congregação pós-Vaticano II tivesse acabado de ser concluída (supra). Davies afirmou ainda que um cardeal conservador não identificado disse-lhe em 1975 que ele tinha "visto (ou colocado) na mesa do papa" um "dossiê" com evidências da conexão maçónica de Bugnini.
Bugnini foi defendido por tais alegações pelo L'Osservatore Romano em 1976, mas a alegação foi renovada em 1978 pelo jornalista Carmine Pecorelli na revista Osservatore Politico, alegando que Bugnini havia sido iniciado na Maçonaria em 23 de abril de 1963, número de código 1365/75.
Em A Reforma da Liturgia 1948-1975, Bugnini negou veementemente tais alegações, descartando-as como nada mais do que calúnia. As acusações foram renovadas em 1992 pela revista católica tradicionalista Chiesa Viva e em 1999 por um panfleto anónimo.